# Kapellenberg (Wurmlingen)

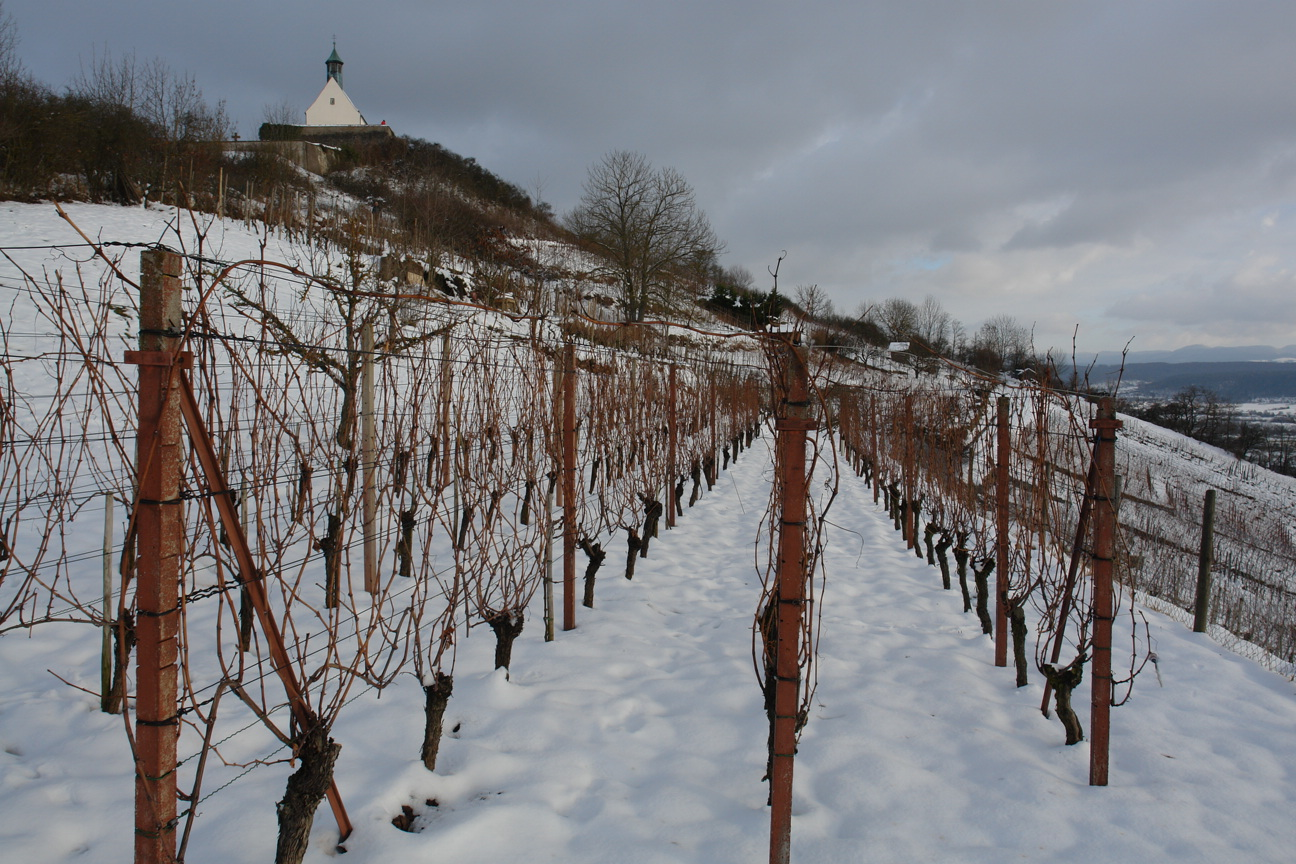
Quer zum Hang gezogener Wein am Kapellenberg mit Wurmlinger Kapelle

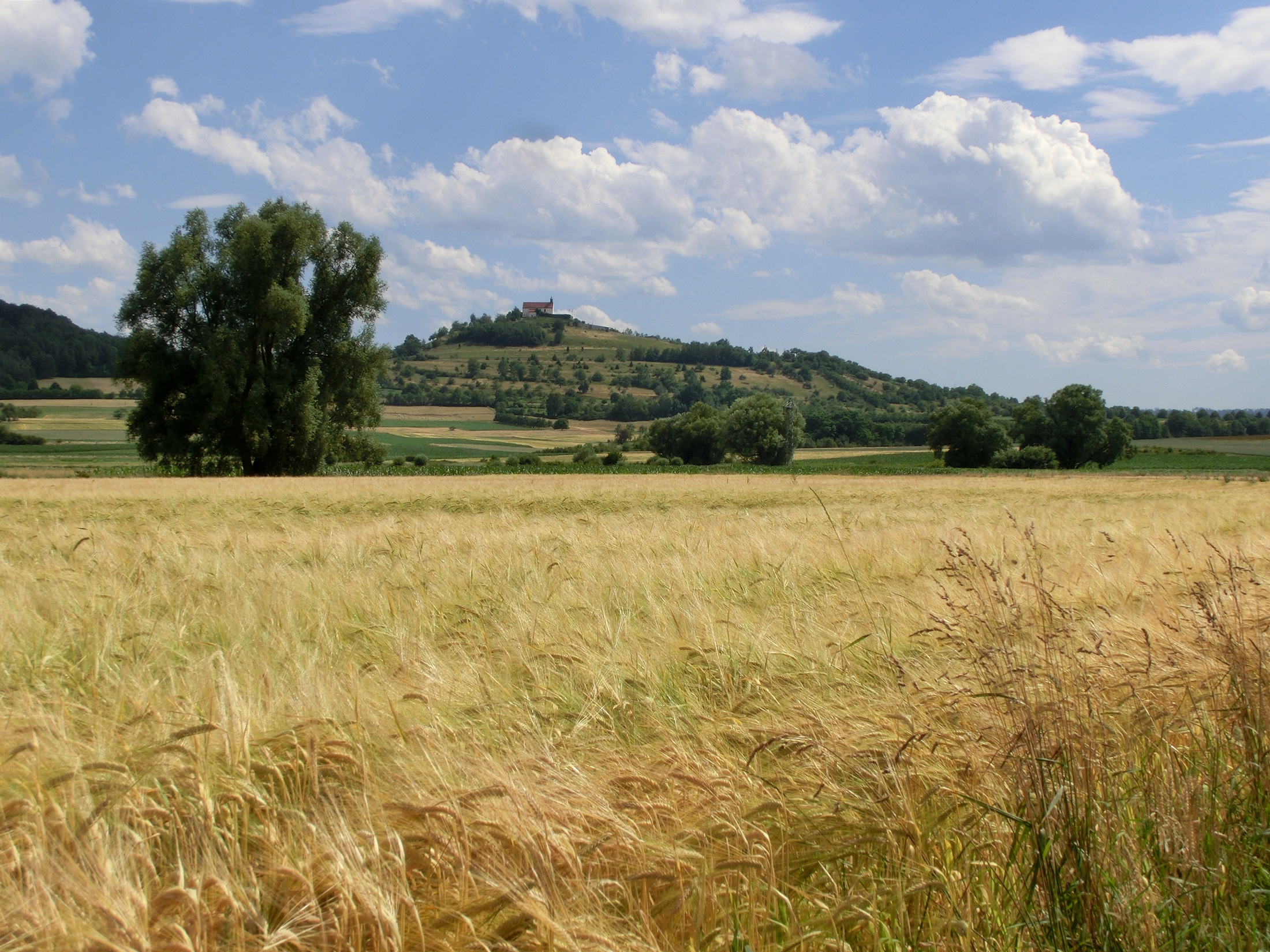
Blick von Unterjesingen südwärts zum Kapellenberg

Der Kapellenberg (auch Wurmlinger Berg oder Wurmlinger Weinberg) ist eine 474,4 m ü. NHN hohe Erhebung bei Wurmlingen im baden-württembergischen Landkreis Tübingen. Er wurde nach der Wurmlinger Kapelle benannt.
Als Weinlage gehört er zum Weinbaubereich Oberer Neckar des Weinbaugebietes Württemberg. Dazu zählen die Weinberge in Wurmlingen, Wendelsheim und Rottenburg.

## Geographie

### Lage
Der Kapellenberg liegt westlich des Spitzbergs zwischen Wurmlingen im Westen und Hirschau im Ostsüdosten. Er erhebt sich nordwestlich oberhalb der Mündung des Arbachs in den Neckar. Während auf seinem Gipfel die Wurmlinger Kapelle steht, befand sich auf seinem Westsüdwestausläufer einst die Wandelburg.

### Naturräumliche Zuordnung
Der Kapellenberg gehört in der naturräumlichen Haupteinheitengruppe Schwäbisches Keuper-Lias-Land (Nr. 10), in der Haupteinheit Schönbuch und Glemswald (104) und in der Untereinheit Schönbuch (104.1) zum Naturraum Tübinger Stufenrandbucht (104.10).

## Geologie

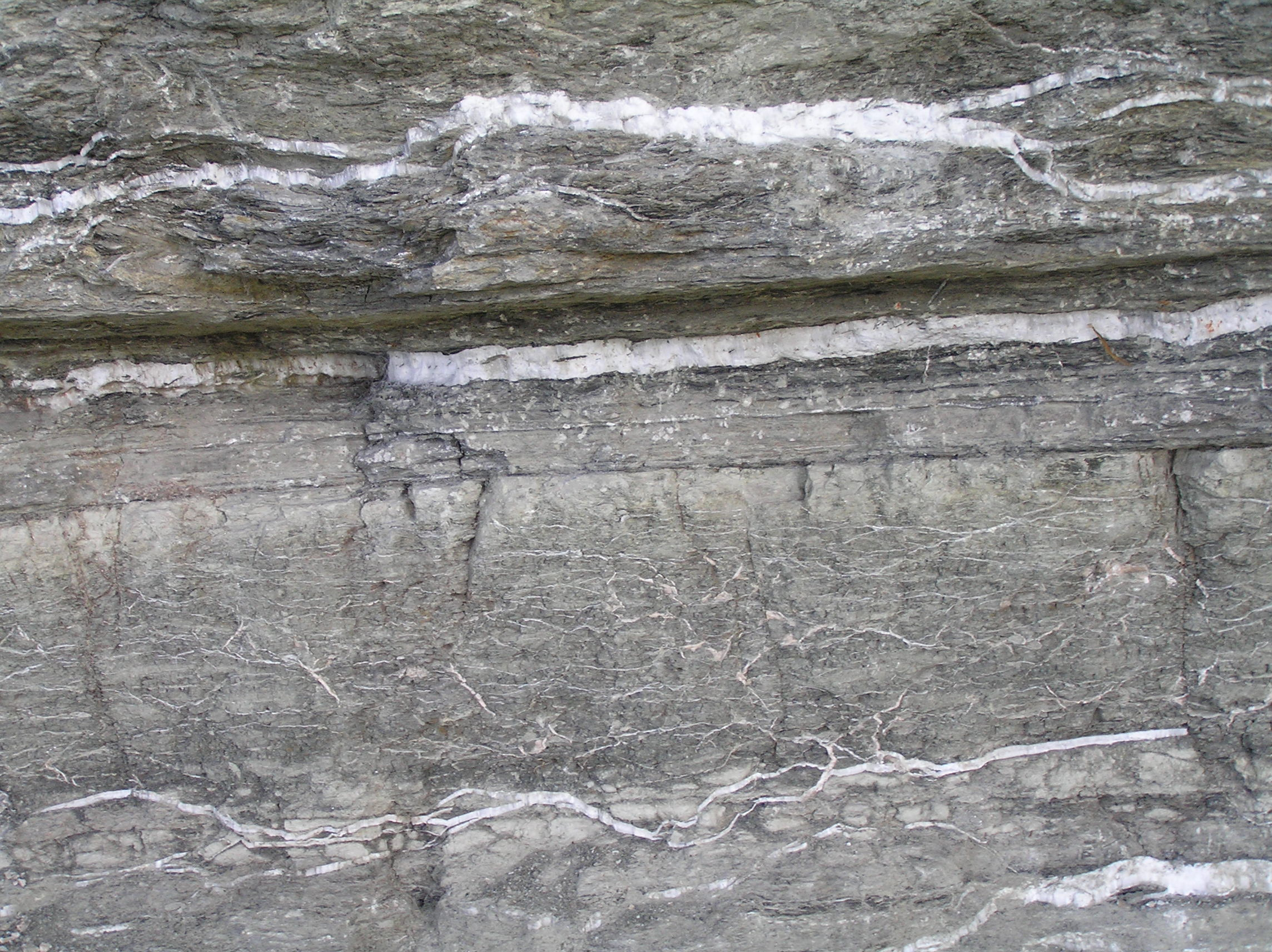
Gipskeuper-Aufschluss am Wurmlinger Kapellenberg

Der Kapellenberg als westlicher Spitzberg-Vorberg ist ein Ausliegerberg, der von den Gesteinen des Keupers aufgebaut wird. Seine Spitze wird von porösem Stubensandstein gebildet. Der Hangfuß besteht aus den bunten, gebänderten Lagen des Gipskeupers, die von den dunklen Schichten des Schilfsandsteins abgedeckt werden. Darauf folgen die Tone und Mergel des Bunten Mergel.

## Weinbau

### Allgemein
In den Südhanglagen des Kapellenberges wird seit etwa dem 13. Jahrhundert Wein angebaut. Ein dort angelegter Weinbaupfad informiert mit zahlreichen Tafeln über den Weinbau im Landkreis Tübingen. Die Einzellage Kapellenberg gehört zum Bereich Oberer Neckar des Weinbaugebietes Württemberg. Der Weinbau findet hier ausschließlich in steilen Lagen statt. Im Jahr 1999 bearbeiteten 273 Winzer im Kreis Tübingen knapp 33 ha Rebfläche. Davon in Wurmlingen 4,07 ha in Wendelsheim 3,44 ha und in Rottenburg 1,81 ha.

### Querreihen
„Der größte Fehler bei der hiesigen Erziehung“, schrieb Johann Philipp Bronner 1837, „ist aber der, dass die Zeilen oder Rebstöcke alle verkehrt geführt sind … Nach der natürlichen Regel sollen sie … nach der aufsteigenden Richtung des Berges geführt werden … hier ist aber gerade das Umgekehrte beobachtet, die Bögen sind nämlich alle so gestellt, dass sie eine ziemlich geschlossene grüne Wand bilden, die immer quer über den Weinberg läuft …“ Deshalb sieht man die Querreihen heute noch an der Wurmlinger Kapelle, wo heute der Tübinger Weinbauer Anton Brenner seinen „Rote Kapelle“ genannten Rotwein anbaut. Den Wein quer zum Hang zu ziehen hat den Vorteil, dass man ebenerdig durch die Reihen gehen kann, ohne über die Weinbergmauern klettern zu müssen.

### Ungehackte Weingärten
Weinberge mit Gras zu begrünen war früher gang und gäbe, weil man dadurch nicht hacken, sondern nur mähen musste, und die Begrünung wird jetzt auch auf dem Kapellenberg wieder zunehmend eingesetzt.